# Jobst-Hubertus Bauer
Jobst-Hubertus Bauer (* 4. März 1945 in Gera) ist ein deutscher Jurist.

## Leben
Bauer wuchs nach dem Krieg im nordhessischen Bad Wildungen und Grenzach in Südbaden auf. Nach dem Abitur am Gymnasium Rheinfelden im März 1966 folgten zwei Jahre bei der Bundeswehr in Immendingen, die er als Leutnant der Reserve verlassen hat. Bauer studierte von 1968 bis 1971 Rechtswissenschaften an der Universität Freiburg im Breisgau, wo er das erste Staatsexamen ablegte. Seit 1968 ist er Mitglied des Corps Rhenania Freiburg. Das zweite Staatsexamen folgte 1974 mit anschließender Promotion zum Dr. jur., ebenfalls an der Universität Freiburg. Von August 1975 bis März 2020 war er Anwalt bei der Kanzlei Gleiss Lutz. Im Anschluss an seine Partnerschaft (1980 bis 2014) war er bis März 2020 Of counsel von Gleiss Lutz im Stuttgarter Büro. Seit April 2020 ist er als Einzelanwalt tätig. Zudem ist Bauer seit 15. April 2010 Honorarprofessor an der Eberhard Karls Universität Tübingen.

## Tätigkeit
Bauer berät im Individual- und Kollektivarbeitsrecht, insbesondere bei Verhandlungen mit Betriebsräten und Gewerkschaften. Ein weiterer Schwerpunkt seiner Tätigkeit ist die Beratung von Aufsichtsräten, Vorständen und Führungskräften bei Abschluss, Durchführung und Beendigung von Dienstverhältnissen.
Bauer war von 1983 bis März 2020 Justiziar/Verhandlungsführer des Börsenvereins des Deutschen Buchhandels, Landesverband Baden-Württemberg e.V. und von 1993 bis Juni 2019 Geschäftsführer des Arbeitgeberverbandes der Elektrizitätswerke Baden-Württemberg e.V.
Bauer war Mitbegründer der European Employment Lawyers Association (EELA), deren Mitglied er nach wie vor ist und dessen Board er von 1998 bis 2009 angehörte.
Seit 1981 ist Bauer Mitglied der von ihm mitgegründeten Arbeitsgemeinschaft Arbeitsrecht im Deutschen Anwaltverein (DAV), dessen Geschäftsführenden Ausschuss er von 1990 bis 2013, seit 2000 als Vorsitzender, angehörte.
Bauer ist bzw. war weiter Mitglied in:
- Arbeitsrechtsausschuss des Deutschen Anwaltvereins (DAV) von 1981 bis 2012[4]
- Verbandsausschuss des Deutschen Arbeitsgerichtsverbandes von 1990 bis 2020
- Gesprächskreis Arbeitsrecht und des Arbeitsrechtsausschusses der Bundesvereinigung der Deutschen Arbeitgeberverbände (BDA) seit 1995 bzw. 2003 bis 2020
- Gesamtvorstand der Rechtsanwaltskammer Stuttgart von 1990 bis 2006
- International Industrial Relations Association
- Internationale Gesellschaft für das Recht der Arbeit und der sozialen Sicherheit

Das Personalmagazin des Haufe Verlags hat 2015 Bauer als ersten Arbeitsrechtler in die Hall of Fame der HR-Szene aufgenommen.
Der Deutsche Anwaltverein hat Bauer auf dem 69. Deutschen Anwaltstag am 7. Juni 2018 mit der Hans-Dahs-Plakette für seine Verdienste um die Verwirklichung des sozialen Rechtsstaats im Gesamtbereich der Rechtspflege ausgezeichnet.

## Publikationen
Bauer hat zahlreiche Bücher sowie hunderte Beiträge u. a. in Fachzeitschriften veröffentlicht. Er ist zudem
- Mitherausgeber der Neue Zeitschrift für Arbeitsrecht (NZA)
- Mitherausgeber der Arbeitsrechtliche Praxis (AP) – Nachschlagewerk des Bundesarbeitsgerichts
- Mitherausgeber des beck-online Fachdienstes Arbeitsrecht des Verlag C.H.Beck
- Mitherausgeber der Zeitschrift ArbR – Arbeitsrecht Aktuell[7]